# Атлетика на Летњим олимпијским играма 1904 — бацање кугле за мушкарце
Дисциплина бацање кугле у мушкој конкуренцуији била је трећи пут на Летњим олимпијским играма 1904. у Сент Луису.
У такмичењу на стадиону Франсис филд учествовало је 8 атлетичара из 2 земље. Такмичење је одржано 31. августа 1904. Због малог броја учесника није било предтакмичења. 

## Земље учеснице
- Сједињене Америчке Државе (7)
- Грчка (1)

## Рекорди пре почетка такмичења
| Најбољи резултат на свету | 14,81(*) | Ралф Роуз     | САД | Чикаго (САД)     | 21. мај 1904. |
| Олимпијски рекорд         | 14,10    | Ричард Шелдон | САД | Париз, Француска | 15. јул 1900. |

(*) незнанично

## Победници
| Злато:        | Сребро:       | Бронза:         |
| Ралф Роуз САД | Весли Коу САД | Лион Фирбак САД |

## Нови рекорди после завршетка такмичења
| Олимпијски рекорд | 14,81 | Ралф Роуз | САД | Сент Луис, САД | 31. август 1904. |

## Резултати
| Место | Атлетичар               | Резултат        | Напомена |
| ----- | ----------------------- | --------------- | -------- |
|       | Ралф Роуз САД           | 14,81           | ОР       |
|       | Весли Коу САД           | 14,40           |          |
|       | Лион Фирбак САД         | 13,37           |          |
| 4     | Мартин Шеридан САД      | 12,39           |          |
| 5     | Чарлс Чедвик САД        | непознато       |          |
| 6     | Алберт Џонсон САД       | непознато       |          |
| 7     | John Guiney САД         | непознато       |          |
| —     | Николас Јоргантас Грчка | Дисквалификован |          |